# Історія Австрії

## Давні часи
На території Австрії знахідки найдавніших людей датуються епохою палеоліту. Деякі історичні дані свідчать про докельтське, найімовірніше іллірійського населення. Дуже багато в Австрії знахідок так званої Гальштатської культури раннього заліза. Близько 500—400 до н. е. з'явилися войовничі кельтські племена зі своєю говіркою, релігійними культами і традиціями які завоювали та асимілювали попереднє населення. На межі нової ери тут жили різні племена, переважно кельтського походження, серед яких найзначнішими були тавриски (норики).

### Римська доба
За правління імператора Августа більша частина австрійських земель була захоплена римлянами і включена до складу провінцій Реція (західна частина) та Паннонія (східна), центральна ж частина склала провінцію Норик. У цей час тут виникли перші міста: Віндобона (Відень), Юванум (Зальцбург), Овілава (Вельс) та ін.
На початку II ст. до н. е. влада Риму поширювалася до Дунаю. Однак римляни змушені були постійно боротися з кочовими германськими варварами, що вторгалися з півночі через Дунай, який слугував кордоном римської цивілізації. Римляни побудували укріплені військові табори в Віндобоні (Відні) і в Карнунті, за 48 км від першого; в районі Хоер Маркт у Відні збереглися залишки римських споруд. У районі середнього Дунаю римляни сприяли розвитку міст, ремесел, торгівлі і рудної промисловості, побудували дороги і будинки. Вже в ті часи велике значення отримав видобуток залізної руди та солі. До IV ст. відноситься християнізація цього регіону. В цілому за часи римського панування населення рівнин переважно було романізоване, однак гірських районів цей процес майже не торкався.

## Середньовіччя
Територія Австрії була одним з районів найбільших міграцій під час Великого переселення народів. У перші століття н. е. на землях Австрії розселилися германські (переважно бавари) та слов'янські (переважно словенські) племена. У V і VI ст. німецькі племена заповнили більшу частину римських володінь у західній частині сучасної Австрії. У східну і південну частини сучасної Австрії вторглися тюркомовні кочовики — авари, разом з ними (або услід за ними) мігрували слов'янські народи — майбутні словенці, хорвати і чехи, серед яких розчинилися авари. Першими державними утворами тут були держава Само (утворено бл. 623) та слов'янське князівство Хорутанія, яке у VIII ст. було захоплене баварськими герцогами. У західних районах місіонери (ірландці, франки, англи) обернули в християнську віру германців-язичників (баварів); центрами християнської культури стали міста Зальцбург і Пассау.

### Вторгнення угорців до Східної марки
Карл Великий (742—814) розгромив аварів і став заохочувати німецьку колонізацію Східної марки. Після розділу Франкської держави у 843 році, Австрія відійшла до Східнофранкського королівства (Німеччини). Але правління франків в Австрії закінчилося раптово. У 907 році угорці захопили Східну марку і звідси здійснювали криваві напади на Баварію, Швабію і Лотарингію.
Оттон I, німецький імператор і засновник Священної Римської імперії (962), переміг могутнє угорське військо в 955 році на ріці Лех поблизу Аугсбурга. Відтіснені на схід, угорці поступово розселилися нижче за течією в родючій Угорській рівнині (де їхні нащадки живуть і досі) і прийняли християнську віру.

### Правління Бабенбергів
Місце вигнаних угорців зайняли німецькі переселенці. Баварська Східна марка, яка охоплювала в той час район навколо Відня, була передана в 976 р. як ленне володіння роду Бабенбергів, родові володіння яких розташовувалися в долині Майну в Німеччині. У 996 р. територія Східної марки уперше була названа Остарріки (Ostarrichi) тобто східною областю. Одним з видатних представників династії Бабенбергів був маркграф Леопольд III (1095—1136).
Німецькі поселенці завершували освоєння Східної марки. Були вдосконалені методи обробки землі і виноградарства і засновані нові селища. У період Хрестових походів міста процвітали, і зростало багатство правителів. У 1156 р. імператор присвоїв титул герцога маркграфу Австрії Генріху II. Земля Штирія, на півдні від Австрії, дісталася Бабенбергам у спадщину (1192), а частини Верхньої Австрії і Кротни були придбані в 1229 році.
Австрія вступила в пору розквіту в період правління герцога Леопольда VI, який помер у 1230 р., прославившись як безпощадний борець з єретиками і мусульманами.
Відень, який тривалий час перебував у занепаді, в 1146 р. став резиденцією герцога. У 1189 р. він уперше згадується як civitas (місто), в 1221 р. отримує міські права і в 1244 р. їх підтверджує, одержавши формальні міські привілеї, що визначали права і обов'язки містян, які регулювали діяльність іноземних торговців і передбачали утворення міської ради. Династія Бабенбергів згасла в 1246 р., коли герцог Фрідріх II загинув у битві з угорцями, не залишивши спадкоємців. Почалася боротьба за Австрію — важливу в економічних і стратегічних відносинах територію.

### Посилення австрійської держави
Папа римський передав вакантний трон герцогства маркграфу Герману Баденському (1247—1250). Однак австрійські єпископи і феодальна знать обрали герцогом чеського короля Пржемисла II (Отакара) (1230—1278), який підкріпив свої права на австрійський трон одруженням з сестрою останнього Бабенберга. Пржемисл захопив Штирію і отримав за шлюбним контрактом Каринтію і частину Крайни. Він домагався корони Священної Римської імперії, але 29 вересня 1273 р. королем був обраний граф Рудольф Габсбурзький (1218—1291), шанований як за свою політичну розсудливість, так і за здатність уникати суперечок з папством. Пржемисл відмовився визнати його обрання, тому Рудольф вдався до сили і розгромив суперника. У 1282 р. — одна з ключових дат в австрійській історії — Рудольф оголосив землі Австрії, що належали йому, спадковим володінням дому Габсбургів.
З самого початку Габсбурги вважали свої землі приватним володінням. Ще раніше була зроблена спроба приєднати до них землю Форарльберг на південному заході, але це вдалося завершити тільки до 1523 р. Тіроль був приєднаний до володінь Габсбургів у 1363 р., внаслідок чого Австрійське герцогство впритул присунулося до Апеннінського півострова. У 1374 р. була приєднана частина Істрії, що виходить до північного краю Адріатичного моря, а через 8 років порт Трієст добровільно приєднався до Австрії, щоб звільнитися від панування венеційців. Були створені представницькі (станові) асамблеї, що складалися з дворян, духовенства і містян. Однак до кінця 15-го століття габзбурзька держава залишалася сукупністю окремих земель пов'язаних між собою лише династичними зв'язками і постійно розпадалася на володіння окремих гілок габзбурзького дому.
Герцог Рудольф IV (1358—1365) планував приєднання до своїх володінь королівства Чехії і Угорщини і мріяв досягти повної незалежності від Священної Римської імперії. Рудольф заснував Віденський університет (1365), фінансував розширення собору св. Стефана і підтримував торгівлю і ремесла. Він помер раптово, так і не реалізувавши своїх честолюбних планів. За Рудольфа IV Габсбурги стали носити титул ерцгерцогів (1359).

### Політичні успіхи Габсбургів
З обранням герцога Альбрехта V німецьким королем в 1438 р. (під ім'ям Альбрехта II) престиж Габсбургів досяг свого апогею. Одружившись зі спадкоємицею королівського престолу Чехії й Угорщини, Альбрехт примножив володіння династії. Проте його влада в Чехії залишалася номінальною, і незабаром обидві корони були втрачені для Габсбургів. Герцог загинув по дорозі до місця битви з османами, а в період царювання його сина Владислава володіння Габсбургів значно зменшилися. Після смерті Владислава зв'язок з Чехією і Угорщиною був повністю розірваний, а сама Австрія поділена між спадкоємцями.
У 1452 р. дядько Альбрехта V Фрідріх V (1415—1493) був коронований як імператор Священної Римської імперії під ім'ям Фрідріха III. У 1453 р. він став австрійським ерцгерцогом, і з цього часу до формальної ліквідації Священної Римської імперії у 1806 р. (не рахуючи короткого проміжку часу в XVIII ст.) Габсбурги зберігали імператорську корону.
Незважаючи на нескінченні війни, а також заколоти дворян і жителів Відня, Фрідріху III вдалося розширити свої володіння, приєднавши частину Істрії і порт Рієку (1471). Фрідріх одружив свого сина і спадкоємця Максиміліана (1459—1519) на Марії Бургундській. Як посаг Габсбургам дісталися Нідерланди і землі на території нинішньої Франції. У цей період почалося суперництво австрійських Габсбургів з французьким королівством, яке тривало до XVIII століття.
Максиміліан I (король з 1486, імператор з 1508), якого іноді вважають другим збирачем володінь Габсбургів, придбав, крім володінь у Бургундії, райони Гороїція і Градіска д'Ізонцо і невеликі території в південних частинах сучасної Австрії. Він уклав угоду з чесько-угорським королем про передачу чесько-угорської корони Максиміліану в тому разі, якщо Владислав II помре, не залишивши спадкоємця чоловічої статі. Завдяки умілим союзам, вдалій спадщині і вигідним шлюбам сім'я Габсбургів досягла значної могутності. Перший син одружився з Хуаною, спадкоємицею Іспанії з її величезною імперією. Володіння їхнього сина, імператора Карла V, перевершували володіння будь-якого іншого європейського монарха до або після нього. Максиміліан домовився про одруження Фердинанда зі спадкоємицею Владислава, короля Чехії й Угорщини. Його шлюбна політика мотивувалася династичними домаганнями, а також прагненням перетворити придунайську Європу на об'єднаний християнський бастіон проти ісламу.
Дорогі шлюбні контракти, безпорядки в фінансах і військові витрати спустошували державну скарбницю, і Максиміліан вдавався до великих позик, переважно у багатих магнатів Фуггерів з Аугсбургу. В обмін ті отримали концесії на видобуток корисних копалин у Тіролі й інших районах. З того ж джерела бралися кошти на підкуп голосів вибірників імператора Священної Римської імперії.
У 1519 р. онук Максиміліана Карл був обраний королем, а в 1530 р. став імператором Священної Римської імперії під ім'ям Карла V. Карл правив імперією, Австрією, Богемією, Нідерландами, Іспанією й іспанськими заморськими володіннями. У 1521 р. він зробив свого брата, ерцгерцога Фердинанда, правителем придунайських земель Габсбургів, до яких належали власне Австрія, Штирія, Каринтія, Крайна і Тіроль.

### Приєднання Чехії та Угорщини
У 1526 р. війська Сулеймана Прекрасного вторглися в Угорщину. Усобиці всередині правлячого класу країни полегшили перемогу османів, і 29 серпня цвіт угорської кінноти був знищений на полі Мохача, а столиця Буда капітулювала. Молодий король Людовик II, що втік після розгрому біля Мохача, загинув. Після його смерті Чехія (з Моравією і Силезією) і Західна Угорщина відійшли до Габсбургів.
Після приєднання Угорщини та Чехії Дунайська держава стала досить різнорідною за складом населення державою. Це сталося якраз у той час, коли на заході Європи складалися мононаціональні держави. Імперія Габсбургів включила до свого складу багато народів — угорців, словаків, чехів, сербів, німців, українців і румунів.
Двір у Відні здійснив ряд заходів, щоб інтегрувати Чехію й Угорщину до родових володінь Габсбургів. Центральні урядові управління були реорганізовані таким чином, щоб відповідати потребам держави, яка розширилася. Провідну роль почали відігравати палацова канцелярія і таємна рада, які консультували імператора переважно з питань міжнародної політики і законодавства.

### Вторгнення османів
Об'єднати Австрію, Угорщину і Чехію допомогла тільки загроза османського завоювання. Взагалі османська загроза в 16 столітті була головним зовнішнім чинником австрійської політики. З другої половини 15 століття османи становили безпосередню загрозу австрійським землям. У 70-ті роки вчинено перші османські набіги на Штирію та Каринтію. В 1529 році 200-тисячне військо Сулеймана просувалося по широкій долині Дунаю і підійшло до стін Відня (так звана перша облога Відня). Через місяць гарнізон і мешканці Відня змусили османів зняти облогу і відступити до Угорщини. Але війни між Австрійською і Османською імперіями тривали з перервами протягом життя двох поколінь; і пройшло майже два сторіччя, доки армії Габсбургів повністю не вигнали османів з історичної Угорщини. В боротьбі народів центральної та південно-східної Європи проти османської загрози австрійські володіння Габсбургів виявилися найсильнішою державою дунайського басейну. Очоливши боротьбу проти османів, Габсбурги вдало скористалися нею розширюючи свої володіння. Саме формування габсбурзької держави в умовах османської загрози визначило найспецифічнішу її рису — перетворення німецької Австрії на багатонаціональну монархію.

## Новий час

### Підйом і спад протестантизму
Центром поширення реформованого християнства на Дунаї стали області мешкання угорців. У тій частині Угорщини, яка потрапила під контроль Габсбургів, протестантизм натрапив на значний опір з боку католиків. Реформація несподівано швидко поширилася в самій Австрії. Князі і священники часто вели боротьбу за владу під релігійними знаменами. Велика кількість віруючих в Австрії залишили католицьку церкву. Анабаптистські групи (наприклад, меноніти) поширилися потім в Тіролі і Моравії. До середини XVI ст. явна більшість населення Австрії, здавалося, прийняла протестантизм в тій чи іншій формі.
Однак існували три потужних чинники, які не тільки стримували поширення Реформації, але й сприяли поверненню великої частини неофітів в лоно Римсько-католицької церкви: внутрішньоцерковна реформа, проголошена Тридентським собором; Товариство Ісуса (орден єзуїтів), члени якого як духівники, вчителі і проповідники зосередили свою діяльність на навернення до цієї віри сімей великих землевласників, правильно розрахувавши, що їхні селяни потім підуть за вірою своїх добродіїв; і фізичний примус, що його чинив віденський двір.
Вважається, що контрреформація розпочалася за Рудольфа ІІ (1576—1612), а її повна перемога припала на правління Фердинанда ІІ (1619—1637).

### Тридцятирічна війна
Конфлікти вилилися в Тридцятирічну війну (1618—1648), яка почалася в Чехії, де глибоко укорінився протестантизм.
У 1619 чеський сейм відмовився визнати імператором Фердинанда і обрав королем курфюрста Фрідріха V, пфальцграфа Рейнського. Цей демарш призвів до початку Тридцятирічної війни. Повстанців, які розходилися з усіх найважливіших питань, зв'язувала тільки ненависть до Габсбургів. За допомогою найманців з Німеччини армія Габсбургів у 1620 вщент розбила чеських повстанців у битві біля Білої Гори під Прагою. Чеська корона була раз і назавжди закріплена за двором Габсбургів, сейм розігнаний, а католицтво оголошене єдиною законною вірою.
У ході Тридцятирічної війни населення Габсбурзької імперії зазнало величезних втрат. Цій бійні поклав край Вестфальський мир (1648).

### Перемога над османами

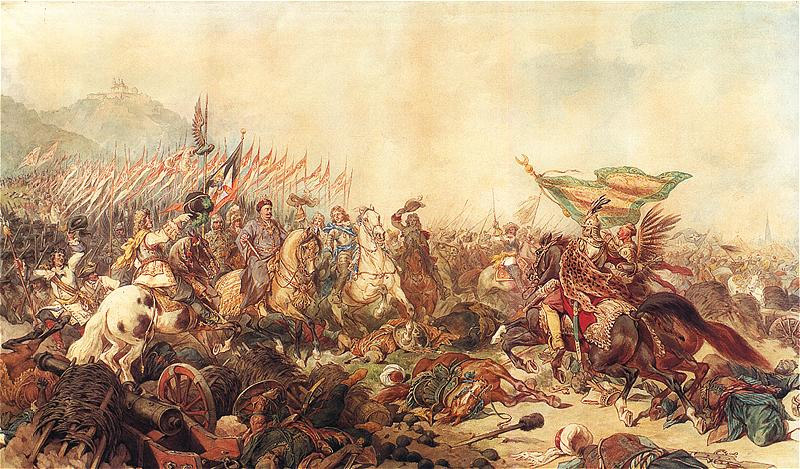
Битва під Віднем (1683)

У другій половині XVII ст. армії османів поновили натиск на Європу. Австрійці почали боротьбу з османами за контроль над нижньою течією рік Дунай і Сава. У 1683 р. величезна османська армія, скориставшись повстанням в Угорщині, знову тримала в облозі Відень протягом двох місяців, і знову завдала величезних збитків його передмістю. Обложене місто було врятоване польсько-німецькою армією під командуванням польського короля Яна Собеського. 12 вересня 1683 р., після запеклої перестрілки, османи відступили і більше вже ніколи не поверталися до стін Відня.
З цього моменту османи почали поступово здавати свої позиції, а Габсбурги мали з своїх перемог все нові вигоди. Коли в 1687 р. велика частина Угорщини зі столицею Будою була звільнена від османського володарювання, угорський сейм на знак вдячності визнав спадкове право чоловічої лінії Габсбургів на угорську корону.
Австрійські війська відвоювали майже всю Угорщину, Хорватію, Трансільванію і велику частину Словенії, що було офіційно закріплено Карловицьким миром (1699). Потім Габсбурги звернули свою увагу на Балкани, і в 1717 р. австрійський полководець принц Євген Савойський захопив Белград і вторгся в Сербію. Султан змушений був поступитися Габсбургам невеликим сербським районом навколо Белграда і ще рядом невеликих територій. Через 20 років балканська територія була знову захоплена османами; Дунай і Сава стали кордоном між двома великими державами.
Угорщина, що опинилася під владою Відня, була спустошена, її населення зменшилося. Великі ділянки землі були передані дворянам, лояльним до Габсбургів. Угорські селяни переселилися на вільні землі, а запрошені короною іноземні поселенці — серби, румуни і передусім німецькі католики — заселили південні райони країни. За оцінками, в 1720 р. угорці становили менш як 45 % населення Угорщини, і в XVIII ст. їх частка й далі скорочувалася. Трансільванія зберегла особливий політичний статус при управлінні з Відня.

### Імператриця Марія Терезія (1740—1780)
Відповідно до Прагматичної санкції 1713 року Марія Терезія зійшла на австрійський престол (1740). Важкий тягар відповідальності ліг на плечі 23-річної імператриці. Король Фрідріх II Прусський негайно висунув претензії на більшу частину провінції Сілезії, що входила до Чеського королівства.

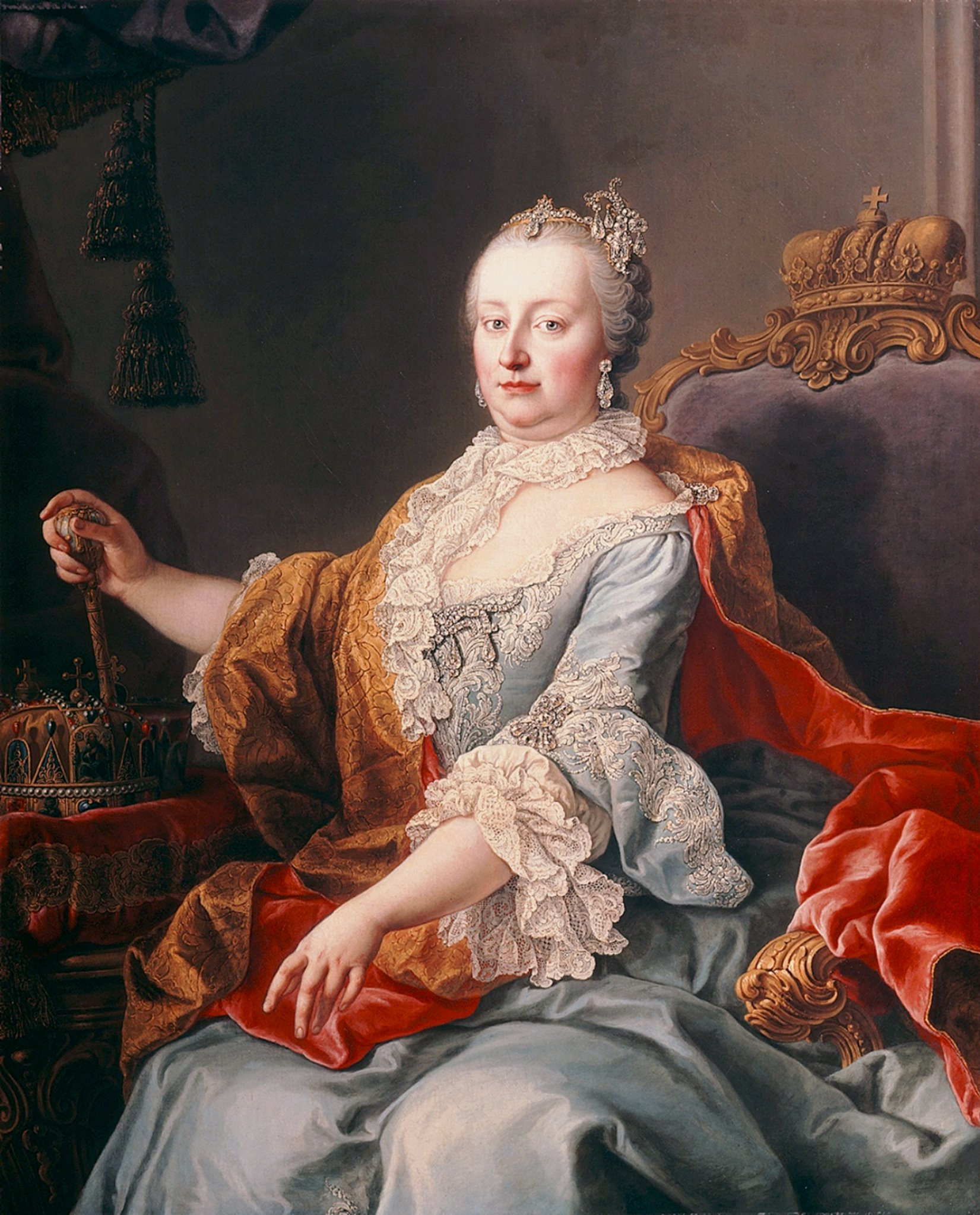
Марія Терезія (1770)

Прусський монарх не визнав права Марії Терезії на спадщину Карла VI і заявив про намір звільнити від католицької Австрії половину сілезького населення, яка сповідувала протестантизм. Король Пруссії напав на Сілезію без будь-якого формального приводу або оголошення війни, що суперечило прийнятим міжнародними нормам. Так почалася тривала боротьба між Пруссією та Австрією за панування в Центральній Європі, яка закінчилася остаточним військовим розгромом Австрії в 1866 р.
Прагнучи поліпшити міжнародне становище країни, імператриця укладала династичні шлюби своїх дітей (тих з 16, хто досяг зрілості). Так, Марія Антуанетта стала нареченою спадкоємця престолу Франції, майбутнього короля Людовика XVI.
Завдяки бурхливим політичним подіям в Європі Австрія зробила ряд територіальних придбань. На початку століття були приєднані Іспанські Нідерланди (нинішня Бельгія), які залишалися свого роду колонією до 1797 р. Були придбані багаті провінції в Італії: Тоскана, більша частина Ломбардії, Неаполь, Парма і Сардинія (останні три утримувалися Австрією недовго).
Всупереч моральним переконанням Марії Терезії, хоча й відповідно до бажань її сина Йосифа, Австрія приєдналася до Росії і Пруссії в першому поділі Польщі (1772) і отримала князівства Освенцимське і Заторське, південну частину Краківського і Сандомирського воєводств, Руське (без Холмської землі) і Белзьке воєводства. 23 роками пізніше під владою Австрії опинилася ще одна частина Польщі, з її давньою столицею Краковом. Були висунуті також домагання на північну частину Молдовського князівства до південного сходу від Галичини. Цей район контролювався османами; в 1775 р. він був включений до складу держави Габсбургів під назвою Буковина.

### Габсбурзький абсолютизм
Починаючи з 16 століття імперія Габсбургів поступово перетворюється з середньовічної імперії на абсолютну монархію. Остаточне оформлення та розквіт австрійського абсолютизму припадає на 18 століття особливо на правління Марії Терезії та Йосифа ІІ. Для того часу характерні такі типові дії абсолютиських держав як централізовані реформи та протекціонізм згідно з популярним у ті часи меркантилізмом. У значній мірі саме ця державна політика сприяла прискореному розвитку мануфактур у 18 сторіччі в найрозвинутіших частинах імперії — Чехії, Сілезії та Нижній і частково Верхній Австрії. Окрім військових та адміністративних реформ також були спроби змінити життя основної маси населення. Так в 1771 та 1775 роках Марія Терезія видала укази про обмеження поширеної в імперії панщини 3 днями на тиждень та про скорочення повноважень феодальних судів. Йосиф ІІ в 1781, 1782, 1785 роках видавав укази про скасування кріпацтва, про заміну панщини та інших натуральних повинностей єдиним поземельним податком. Втім реформи Йосифа ІІ наштовхнулися на супротив шляхти і не були впроваджені в життя.

### Багатонаціональної імперії
У 18 столітті відбулося значне територіальне розширення Габсбурзької монархії. Під її владу перейшла уся Угорщина, Трансільванія, Хорватія, Південні Нідерланди, землі в Італії, Банат, частина Словенії та північної Боснії, частина колишньої Речі Посполитої (Галичина та південна Польща), Буковина. За площею (близько 576 тис. км²) Австрійська імперія стала другою після Російської імперії державою Європи. І раніш це була багатонаціональна держава але з розширенням її неоднорідність лише збільшилася.
Внутрішня політика щодо різних територій також помітно відрізнялася. Області зі слабко розвинутою промисловістю Габсбурги перетворювали по суті в «континентальні колонії» — сировинний придаток власне австрійських земель. Особливо характерною така політика була щодо сусідньої з корінною Австрією Угорщини. Високо розвинуті ж області, особливо Чехія, обкладалися великими податками.
У 80-ті роки 18 століття за Йосифа ІІ було зроблено спробу створити однакову абсолютистську адміністративно-бюрократичну систему в усіх землях імперії, в тому числі й тих що зберігали ще автономію — Угорщині, Австрійських Нідерландах. При цьому заради централізації старі владні стосунки ламалися без найменшого зважання на національні особливості, стародавні привілеї тощо. Однак ця політика викликала опір — серед її наслідків були постійні заворушення в Угорщині, Брабантська революція (1789—1790) в Австрійських Нідерландах та інші. Тож зважаючи на цю боротьбу реформу було згорнуто і Австрійська імперія так і не стала повністю централізованою та уніфікованою державою на зразок Франції.

### Зовнішня політика
В середині 17-18 століть відбуваються поступові але вельми суттєві зміни у зовнішній політиці Австрії. Хоч боротьба з османами залишається одним з найважливіших чинників, але з кінця 17 століття після останнього османського наступу та облоги Відня у 1683 слабнуча Османська імперія переходить до оборони. Тож Габсбурги в свою чергу від оборони переходять до захоплення звільнених від османів земель. В європейській політиці в другій половині 17 століття Габсбурги поступилися гегемонії Франції. В першій половині 18 століття у Війні за іспанську спадщину та у Війні за австрійську спадщину австро-французьке суперництво усе ще грало провідну роль, однак з середини 18 століття на зміну йому приходить австро-пруське. Територіальним наслідком Війни за австрійську спадщину та Семирічної війни став перехід від Австрії до Пруссії більшої частини Сілезії. У 18 столітті розпочався новий конфлікт який був розв'язаний лише у 19 столітті — боротьба Австрії та Пруссії за гегемонію в Німеччині. Наслідком зміни зовнішньо політичної ситуації стали короткочасні зближення з Францією під час Семирічної війни та Росією в 1781 році. Втім обидва ці союзи були вельми нетривкі через внутрішні суперечності. Наприклад в міру ослаблення Османської імперії загострювалося австро-російське суперництво на Балканах.

## XIX століття

### Наполеонівські війни
З початку Французької революції і аж до остаточного розгрому Наполеона в 1815 Австрія була послідовним супротивником Франції. Воєнні дії проти Франції почалися в 1792 р. і тривали з перервами до осені 1815 р. Не раз за цей час австрійські армії зазнавали поразки (при Маренго в 1800, Аустерліці 1805, Ваграмі 1809 та інші), двічі гренадери Наполеона штурмували прославлений Відень, який на той час за кількістю населення (прибл. 230 тис. осіб) в Європі поступався тільки Лондону і Парижу. Армія Габсбургів зазнавала великих втрат, а страждання жителів великих і малих міст можна порівняти з тяготами, пережитими у світових війнах XX ст. Не раз Наполеон диктував Австрії умови миру — в деякі моменти імперія втрачала більшу частину своїх володінь. Імператор Франц I змушений був видати свою дочку Марію Луїзу заміж за Наполеона (1810), якого раніше називав «французьким авантюристом». Селяни Тіролю на чолі з шинкарем Андреасом Гофером повстали і чинили опір наполеонівським військам. Австрійські війська завдали відчутної поразки французам під Асперном поблизу Відня (1809), але були розгромлені Наполеоном через декілька днів біля Ваграма.
Одним з довготривалих результатів поразок у війнах з Наполеоном стало також знищення самого поняття Священної Римської імперії. Під тиском Наполеона в 1806 році цісар зрікся цієї імперської корони. Замість Священної Римської імперії виникла Австрійська імперія, а її володар став титулуватись Австрійським імператором.
Австрійською армією командував ерцгерцог Карл, військова слава якого суперничала зі славою принца Євгена Савойського: їхні кінні статуї прикрашають Хельденплац («Площа героїв») у центрі Відня. Австрійський фельдмаршал Карл Шварценберг командував союзними військами, які в 1813 р. завдали поразки Наполеону в битві під Лейпцігом.

### Віденський конгрес
Територіальні зміни в Європі, що відбулися за доби Наполеона, торкнулися й Австрії. Протягом кількох місяців у 1814-1815 рр. столиця Габсбургів була місцем зустрічей політиків вищого рангу великих і дрібних європейських держав.
Австрія змушена була відмовитися від Бельгії, але отримала за це солідну компенсацію. Власне Габсбурги вже давно прагнули «обміняти» багаті, але далекі та вразливі Австрійські Нідерланди на значно ближчу Північну Італію. Під скіпетр Відня перейшли Далмація, західна частина Істрії, острови в Адріатиці, що раніше належали Венеції, колишня Венеційська республіка і сусідня італійська провінція Ломбардія. Представники роду Габсбургів отримали корони Тоскани, Парми і Модени. Австрія мала сильний вплив у Папській області і Королівстві Обох Сицилій. У результаті Апеннінський півострів перетворився на додаток Дунайської монархії. Значна частина польської Галичині була повернена Австрії, а в 1846 р. була анексована невелика Краківська республіка, єдина вільна ділянка Польщі, збережена миротворцями в 1815 р.
Завдяки створенню Германського Союзу у 1815 Австрія отримала переважаючий вплив на розпорошені німецькі землі. Разом з такими державами переможцями Наполеона як Росія та Англія Австрія стала однією з панівних сил Європи.

### Франц I і Меттерніх
Протягом першої половини XIX ст. провідною постаттю у державному житті Австрії був імператор Франц I. Канцлер імперії, Меттерніх, також мав велику політичну вагу. Після ексцесів Французької революції, страхів і безпорядків, викликаних наполеонівськими війнами, він прагнув до порядку і внутрішньої злагоди. Канцлер неодноразово радив створити парламент з представників різних народів Австрії і надати провінційним сеймам реальні повноваження, але імператор не прислухався до його порад.
У сфері дипломатії Меттерніх зробив значний внесок у збереження миру в Європі. При нагоді австрійські війська прямували на придушення місцевих повстань, створюючи собі, своїй країні і її першому міністру одіозну репутацію серед прихильників свободи і національного об'єднання.
Внутрішня політика визначалася в основному імператором Францем I. Державні чиновники тримали всю сферу освіти і учнів під жорстким контролем, наказуючи, що можна читати і вивчати. Глава відомства цензури, граф Йозеф Седльніцкі, забороняв літературні твори, ворожі абсолютизму імператора або релігії, а організації, запідозрені в політичній єресі, зазнавали гоніння. Журналістам було заборонено навіть вживати слово «конституція».
Вплив Липневої революції у Франції призвів до загострення протиріч в австрійській імперії. Добу від 1830 р. до революції 1848 - 1849 рр. в історії Австрії називають передберезневим періодом.

### Революції 1848-1849
На революцію в Парижі в 1848 році відгукнулися виступами у Відні, Чехії, Угорщині та італійських провінціях. Імперії Габсбургів загрожував розпад. Групи студентів і ремісників та ліберально налаштованої буржуазії вимагали, щоб князь Меттерніх пішов у відставку з державних посад і в країні була ухвалена конституція. Двір Габсбургів погодився. 75-річний Меттерніх, який був протягом двох поколінь «скелею порядку», втік до Англії.

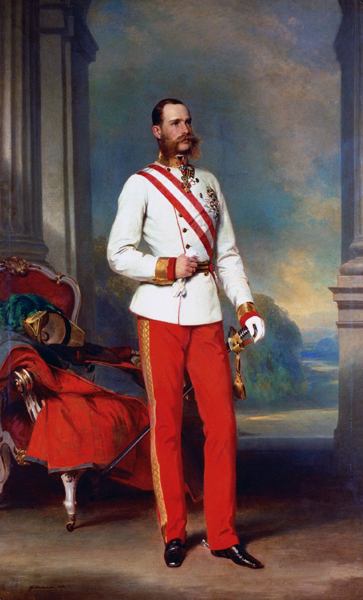
Франц Йосиф I (1873)

Австрійські Установчі збори скасували кріпацтво. Це стало головним досягненням революції. У жовтні 1848 р. Відень пережив другу хвилю масових хвилювань. Імператорська армія придушила повстання. Князь Фелікс Шварценберг, який присвоїв диктаторські повноваження, замінив недоумкуватого імператора Фердинанда I його 18-річним племінником, Францом Йосифом. Був розроблений проект конституції, що передбачав створення федерального законодавчого органу за участі різних національних груп та рівність націй. Але цей документ так ніколи і не набрав чинності.

### Національні вимоги
У Чехії чеськомовні і німецькомовні опозиціонери спочатку об'єдналися, щоб домогтися поступок від дому Габсбургів. Однак їхні дороги розійшлися, коли чеські патріоти зажадали самоврядування для Чехії і виступили проти об'єднання в єдину німецьку державу.
У червні 1848 р. в Празі зібрався з'їзд слов'янських лідерів Австрії і представників зарубіжних слов'ян для обговорення політичних проблем. Сталася сутичка чеських патріотів з німцями. У результаті місто було окуповане австрійською армією, що стало початком відновлення влади Габсбургів.
Повстання в Угорщині розвивалося більш заплутано. На вимогу Кошута віденський двір надав Угорщині практично повний контроль над її внутрішніми справами при збереженні династичних і військових зв'язків з Австрією. Кріпаки були звільнені, були обіцяні широкі громадянські свободи. Але угорські політики наполегливо відмовляли в елементарних людських правах нечисленним народам королівства, яких в сукупності було більше, ніж угорців.
14 квітня 1849 р. Кошут проголосив незалежність Угорщини. Оскільки австрійський уряд не мав достатніх військових сил для придушення повстання, він звернувся за допомогою до російського царя Миколи I. Той відгукнувся негайно, і російські війська завдали смертельного удару по угорському повстанню. Залишки угорської автономії були повністю ліквідовані, сам Кошут втік.
Коли вже здавалося, що династія Габсбургів знаходиться на краю загибелі, Ломбардія і Венеція підняли повстання, і була відроджена Венеційська республіка. Однак австрійські війська придушили заколот і відновили панування Австрії над італійськими провінціями і всім Апеннінським півостровом.
Віденський двір прагнув також запобігти об'єднанню німецьких держав, щоб не дати Пруссії зайняти панівне становище в німецькомовній Європі. Австрія вийшла з революційних потрясінь ослабленою, але зберегла свою цілісність.

### Народження Австро-Угорської монархії

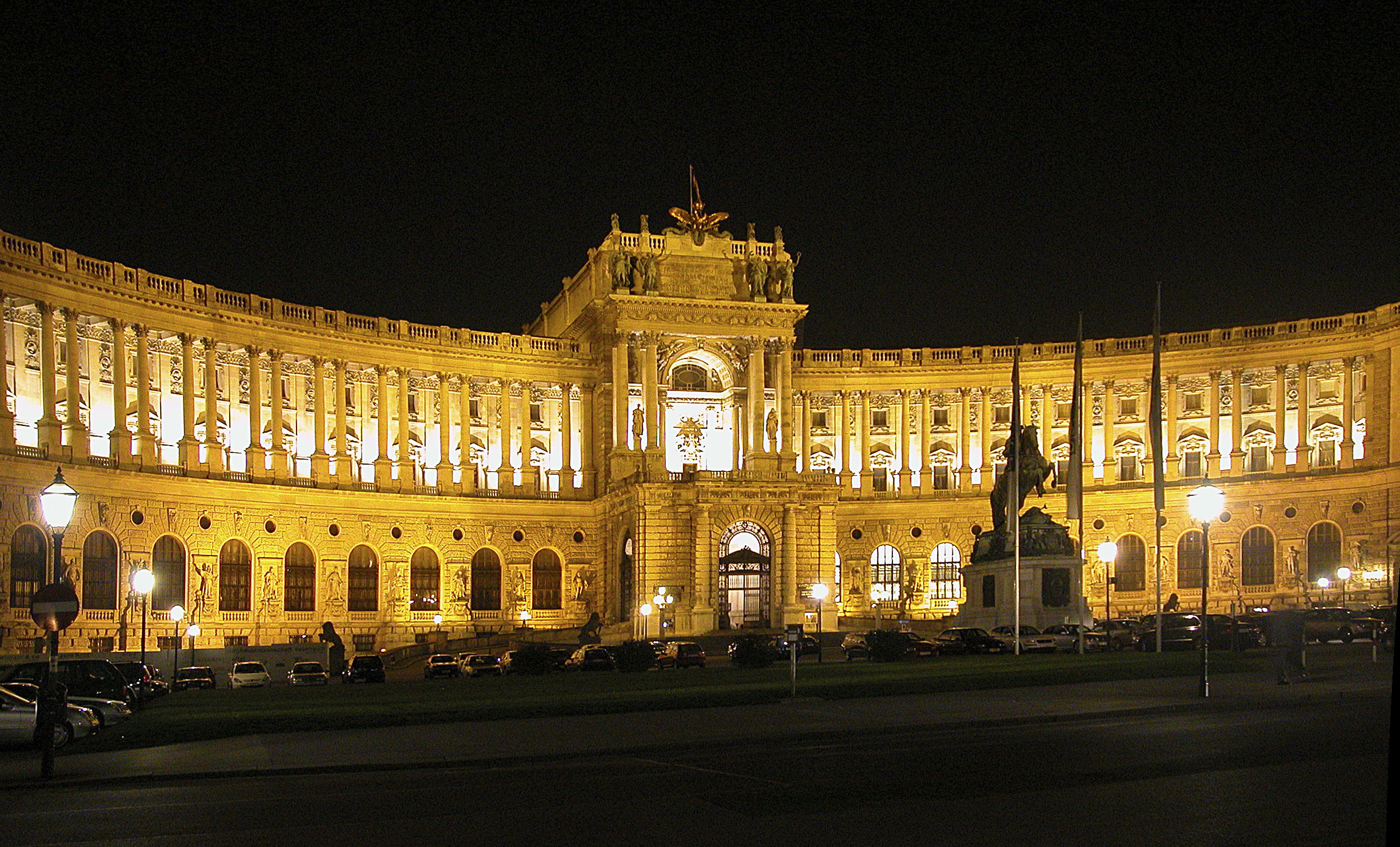
Хофбург — палац імператора у Відні, теперішній вид вночі

Втрата територій і престижу викликала необхідність у новій формі відносин між Австрією і Угорщиною. Різні проекти конституції, що передбачали створення об'єднаного парламенту, були підготовлені без участі угорців. Нарешті, в 1867 р. був вироблений знаменитий «компроміс» (нім. Ausgleich). Австрійська імперія, проголошена в 1804 р., була перетворена на дуалістичну Австро-Угорщину, з верховенством угорців в Угорщині і австрійців — в іншій частині нової держави. Відповідно усю державу будо поділено на дві частини — Цислейтанію та Транслейтанію. Ця нова Австро-Угорська монархія мала лише 3 спільних міністерства — фінансів, іноземних справ, військове та морське. У внутрішніх справах обидві частини були автономними.
Одним з напрямів реорганізації державного управління 1860-х років в австрійській половині двоєдиної монархії стала подальша розробка конституції. Конституція гарантувала цивільні свободи і рівноправність для всіх мовних груп. Був встановлений двопалатний парламент держави — рейхсрат. Депутати нижньої палати обиралися під час непрямих виборів. Конституція передбачала широкі повноваження законодавчих органів, які повинні були збиратися один раз на рік. Кабінет міністрів відповідав перед нижньою палатою. Обидві палати володіли рівною законодавчою владою. 
Законодавчі збори 17 австрійських земель (ландтаги) отримали ширші повноваження, однак корона призначала намісників, які могли скасовувати рішення ландтагів.

### Зовнішня політика Австрії
В зовнішній політиці в 50-60-х роках 19 століття Австрія зазнала ряду невдач. Поразки у війнах з Сардинським королівством та Францією в 1859, з Пруссією та Італією в 1866, різке погіршення стосунків з російською імперією після Кримської війни, утворення Північнонімецького союзу в 1867 призвели до втрати Австрією впливу в Німеччині, а разом з цим і фактичного положення великої держави. В другій половині 19 сторіччя Австро-Угорщина усе більше підпадає під вплив Німеччини. В 1879 році був укладений Австро-німецький союз направлений перш за все проти Франції та Росії, а незабаром по тому Троїстий союз Німеччини, Австро-Угорщини та Італії.

## XX століття

### Передвоєнні роки
На початку 20-го століття в Австро-Угорщині активізувався робітничий рух. Головним його гаслом стала боротьба за загальне виборче право яка отримала підтримку серед широких верств населення. Грандіозні мітинги, демонстрації, страйки, загроза загального політичного страйку змусила уряд в січні 1907 року прийняти закон про загальне виборче право (для чоловіків старше з 24-го віку).
Зовнішня політика Австро-Угорщини характеризувалася посиленням експансії на Балканах, що з одного боку призводило до зіткнення з Росією та Сербією, а з іншого до зближення з Німеччиною. Тобто Австро-Угорщина стала як одінєю з найактивніших сторін майбутнього конфлікту так і усе більше втягувалася в один з ворогуючих блоків. В 1908 вона анексувала Боснію та Герцоговину які були окуповані австрійськими військами ще в 1878 році.

### Перша світова війна
Перша світова війна почалася оголошенням 28 липня 1914 року Австро-Угорщиною війни Сербії у відповідь на вбивство у Сараєві ерцгерцога Фердинанда. 6 серпня було оголошено війну Російській імперії. Звістку про початок війни зустріли з ентузіазмом. Небезпека наступу російської армії згуртувала австрійців, війну підтримали навіть соціал-демократи. Офіційна і неофіційна пропаганда вселяла волю до перемоги і значною мірою притушила міжнаціональні протиріччя. Єдність держави забезпечувалася жорсткою військовою диктатурою, незадоволених примушували підкоритися. Тільки в Чехії війна не викликала особливого захоплення. Всі ресурси монархії були мобілізовані на здобуття перемоги, однак керівництво діяло дуже неефективно.
Військові невдачі на початку війни підірвали дух армії та населення. Потоки біженців прямували з районів воєнних дій до Відня й інших міст. Багато громадських будівель були реорганізовані в госпіталі. Вступ Італії у війну проти монархії в травні 1915 р. посилив військовий запал, особливо серед словенців. Коли територіальні претензії Румунії до Австро-Угорщини були знехтувані, Бухарест перейшов на бік Антанти.
Саме в той момент, коли румунські армії відступали, помер вісімдесятирічний імператор Франц Йосип. Новий правитель, молодий Карл I, людина з обмеженими здібностями, усунув людей, на яких спирався його попередник. У 1917 р. Карл скликав рейхсрат. Представники національних меншин зажадали реформування імперії. Одні домагалися автономії для своїх народів, інші наполягали на повному відокремленні. Патріотичні настрої змушували чехів дезертирувати з армії, а чеський бунтівник Карел Крамарж був засуджений до смерті за обвинуваченням у державній зраді, але згодом помилуваний. У липні 1917 р. імператор оголосив амністію політичним в'язням. Цей жест примирення знизив його авторитет серед войовничо налаштованих австро-німців: монарха докоряли в надмірній м'якості.
Ще до вступу Карла на трон австрійські соціал-демократи розділилися на прихильників і противників війни. Лідер пацифістів Фрідріх Адлер, син Віктора Адлера, в жовтні 1916 р. убив австрійського прем'єр-міністра, графа Карла Штюргка. На суді Адлер виступив з різкою критикою уряду. Засуджений до тривалого терміну ув'язнення, він був звільнений після революції в листопаді 1918 року.

### Кінець Габсбурзької імперії
Національний склад Австро-Угорщини згідно з переписом 1910 року
| Національність   | %    | Національність | %    | Національність  | %    |
| ---------------- | ---- | -------------- | ---- | --------------- | ---- |
| Австрійці        | 23,5 | Мад'яри        | 19,1 | Чехи та словаки | 16,5 |
| Серби та хорвати | 10,5 | Поляки         | 10   | Українці        | 8    |
| Румуни           | 6,5  | Словенці       | 2,5  | Інші            | 3,4  |

Низький врожай зернових, зменшення поставок продовольства в Австрію з Угорщини і блокада з боку країн Антанти прирекли рядових австрійців-містян на поневіряння й тяготи. У січні 1918 р. робітники військових заводів оголосили страйк і повернулися на роботу тільки після того, як уряд пообіцяв поліпшити умови їхнього життя і праці. У лютому спалахнув бунт на військово-морській базі в Которі, учасники якого підняли червоний прапор. Власті жорстоко придушили заколот.
Серед народів імперії зростали настрої сепаратизму. На початку війни за кордоном були створені патріотичні комітети чехословаків (на чолі з Томашем Масариком), поляків і південних слов'ян. Ці комітети проводили агітацію в країнах Антанти й Америки за національну незалежність своїх народів, домагаючись підтримки від офіційних і приватних кіл. У 1919 р. держави Антанти і США визнали ці емігрантські групи як уряд де-факто. У жовтні 1918 р. національні ради всередині Австрії одна за одною оголошували про незалежність земель і територій. Обіцянка імператора Карла реформувати австрійську конституцію на основі принципів федералізму прискорила процес розпаду. У Відні австро-німецькі політики створили тимчасовий уряд Німецької Австрії, а соціал-демократи агітували за республіку. Карл I відрікся від влади 11 листопада 1918. Наступного дня була проголошена Австрійська Республіка.

### Перша республіка (1918–1938)
За умовами Сен-Жерменського мирного договору (1919) нова австрійська держава мала невелику територію і німецькомовне населення. Райони з німецьким населенням у Чехії і Моравії відійшли до Чехословаччини, а Австрії було заборонено об'єднуватися з щойно створеною Німецькою (Веймарською) республікою. Значні території в південному Тіролі, населені німцями, відійшли до Італії. Австрія отримала від Угорщини східну землю Бургенланд.
Конституція Австрійської Республіки, ухвалена в 1920 р., передбачала введення посади президента з представницькими функціями, двопалатного законодавчого органу, нижня палата якого повинна була обиратися всім дорослим населенням країни. Уряд на чолі з канцлером ніс відповідальність перед парламентом. Нова Австрія фактично була федерацією, населення міста Відень і восьми земель обирало земельні збори (ландтаги), що користувалися широкими правами самоврядування.

### Режим Дольфуса
У 1933 р., коли криза призвела до зубожіння населення в містах, канцлер Енгельберт Дольфус (ХСП) розгорнув фронтальний наступ на соціалістів. У травні 1934 р. була ухвалена нова Конституція, що перетворила Австрію в корпоративну державу на основі католицьких соціальних принципів.
Прихід до влади в Німеччині націонал-соціалістів (1933) надихнув австрійських прихильників аншлюсу. Німецька пропаганда підігрівала ентузіазм місцевих послідовників Гітлера. У липні 1934 р. націонал-соціалісти увірвалися до резиденції канцлера Дольфуса і смертельно поранили його. Однак вірні уряду війська запобігли здійсненню аншлюсу.
Після смерті Дольфуса влада перейшла до його заступника, доктора Курта Шушніга, пристрасного прихильника незалежності Австрії. Вступивши в 1936 р. в контакт з Гітлером, австрійський лідер дістав від нього гарантії незалежності Австрії. Однак ця угода залишилася на папері, а нацистська пропаганда дедалі більше впливала на розум зубожілих австрійців. Беніто Муссоліні, який раніше захищав австрійську незалежність і режим Дольфуса — Шушніга, в листопаді 1936 р. відрікся від своїх австрійських союзників після створення політичної осі Рим — Берлін, і з цього часу почав підтримувати аншлюс.

### Друга світова війна

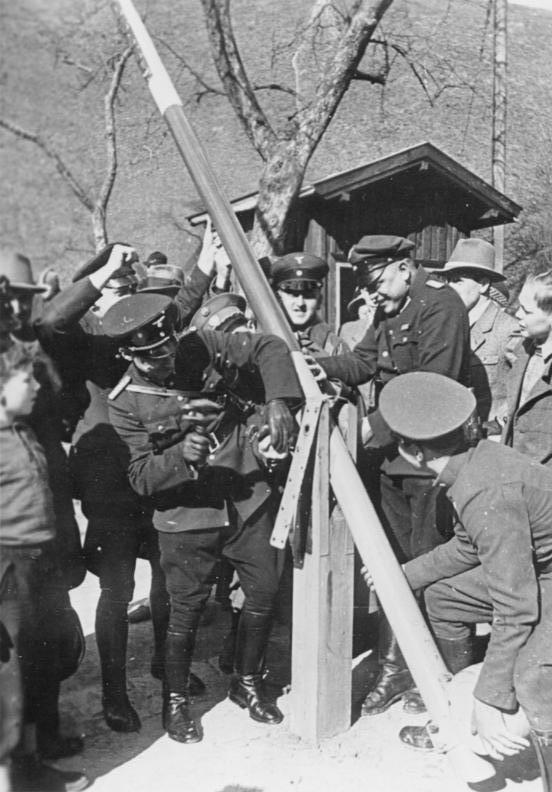
Демонтаж шлагбаума на німецько-австрійському кордоні, 1938

Включена в Німецький рейх як провінція, Австрія стала працювати на нацистську військову машину. Після економічної кризи, від якої страждала республіка, настав період процвітання. Після початку Другої світової війни в 1939 р. людські й матеріальні ресурси Східної марки були спрямовані на забезпечення німецької армії. Тисячі австрійських солдатів воювали за Гітлера на Східному фронті. Бомбардувальники союзників здійснювали авіанапади на австрійські міста, що призводило до значних руйнувань. Проти нацистського режиму боролися невеликі, але активні групи Опору.
В кінці війни радянські війська увійшли до Австрії з території Угорщини, а британські й американські війська вступили в південні й західні землі. Здобуття «фортеці Відень» супроводжувалося запеклими вуличними боями.

Окупаційні зони (1945-1955)

Австрія була розділена на чотири зони окупації. Радянська зона включала північний схід країни, де були розташовані багато заводів і нафтових родовищ. Американська зона розташовувалася на півночі і заході; британська — на півдні, французька — на південному заході. Відень, який знаходився всередині радянської зони, також розділили на чотири окупаційних сектори, причому старий центр (внутрішнє місто) знаходився під спільним контролем всіх чотирьох союзних держав.

### Друга республіка
Звільнившись від нацистського ярма, австрійці прагнули до незалежності і відновлення споконвічної назви країни — Австрія. З дозволу окупаційної влади була створена Друга республіка. Для керівництва процесом відновлення демократичного ладу канцлером тимчасового уряду був призначений ветеран соціал-демократії Карл Реннер. Досвідчений, шанований всіма політик, Реннер на посаді канцлера, а пізніше і президента республіки всіляко сприяв встановленню в країні порядку і стабільності. У квітні 1945 р. він сформував тимчасовий уряд, до якого увійшли представники його власної Соціалістичної партії (колишньої Соціал-демократичної), Народної партії (так стала називатися Християнсько-соціалістична партія) і комуністів. Була введена обов'язкова участь у виборах, а відмова від голосування могла каратися штрафом або навіть ув'язненням.
На виборах у листопаді 1945 р. Австрійська народна партія (АНП) отримала 85 місць у парламенті, Соціалістична партія (СПА) — 76, а комуністи — 4 місця.

### Післявоєнне відновлення
У 1945 р. економіка Австрії перебувала в стані хаосу. Руйнування і зубожіння, викликане війною, наплив біженців, перехід військових підприємств на випуск мирної продукції, зрушення у світовій торгівлі і наявність кордонів між зонами окупації союзників — все це створювало непереборні перешкоди на шляху відновлення економіки. Протягом трьох років більшість жителів австрійських міст відчайдушно боролися за виживання. Окупаційні власті допомагали в організації постачання харчів. Завдяки непоганому врожаю 1948 р. нормування продуктів пом'якшили, а ще через два роки всі обмеження зняли.
У західних зонах окупації допомога за планом Маршалла та іншими програмами дала швидкі результати. Націоналізація трьох найбільших австрійських банків і майже 70 промислових концернів у 1946-1947 рр. дала значні економічні переваги. Прибутки від державних підприємств були спрямовані на подальший розвиток промисловості. АНП запропонувала допустити елементи приватної власності в націоналізованому секторі економіки, продавши частину акцій дрібним власникам, в той час як соціалісти закликали до розширення сфери державної власності.
Радикальна грошова реформа стабілізувала і прискорила відновлення економіки. З'явилися іноземні туристи — життєво важливе джерело державних прибутків. Зруйновані внаслідок бомбардувань залізничні станції були відбудовані. У 1954 р. обсяг продукції, яку випускали заводи і шахти, перевищив рівень 1938 року, врожаї на полях і виноградниках, заготівля лісу практично повернулися на колишній рівень.

### Державний договір
Окупаційні війська союзників були розміщені на території Австрії протягом 10 років. У 1953 р. на зустрічі в Москві керівники Радянського Союзу, Великої Британії та США оголосили про свій намір відновити Австрію як незалежну, суверенну і демократичну державу.
Державний договір відновив незалежність і повний суверенітет Австрії. Він набрав чинності 27 липня 1955 р., після чого війська союзників були виведені з країни. 26 жовтня 1955 р., після виведення останніх іноземних військових частин, уряд затвердив федеральний конституційний закон, що проголосив постійний нейтралітет Австрії і виключав можливість приєднання до будь-яких військових союзів або створення іноземних військових баз в Австрії.
Австрія взяла на себе складні економічні зобов'язання. Найціннішою «нацистською власністю» були нафтові родовища й нафтоперегонні заводи, обсяг виробництва на яких за радянського управління значно зріс. Хоча за умовами договору обладнання і споруди перейшли до Австрії, вона була зобов'язана щорічно відправляти в Радянський Союз один мільйон тонн нафти до 1965 р. Австрія погодилася також відновити довоєнні позиції британських й американських фірм, які ті займали в нафтовій промисловості до приходу нацистів. Крім того, Австрія повинна була протягом шести років постачати в Радянський Союз товари на суму 150 млн дол. США.
Оскільки для підтримання австрійського нейтралітету були необхідні збройні сили, створили армію, що нараховувала понад 20 тис. солдатів. У грудні 1955 р. Австрія була прийнята в члени ООН. Двома роками пізніше Відень був вибраний місцем постійного перебування Міжнародного агентства з атомної енергії (МАГАТЕ).

### Зовнішньополітичні проблеми
Коли радянські війська придушили угорське повстання в 1956 р., з Угорщини до Австрії прибули майже 170 тис. біженців. Більшість угорських біженців фактично знайшли тут постійне місце проживання. Така ж ситуація сталася після вторгнення країн Варшавського договору до Чехословаччини, коли в 1968—1969 рр. майже 40 тис. чехів втекли через австрійський кордон і прибл. 8 тис. з них знайшли притулок в Австрії.
В Австрію постійно проникали нелегальні іммігранти з Югославії. Час від часу югославський уряд протестував проти порушень прав словенської і хорватської меншин, що проживають у південній частині Австрії.
Болюча для Австрії проблема Південного Тіролю була предметом постійної суперечки з Італією. Йшлося про людей австрійської національності, що мешкали в невеликому альпійському районі, який австрійці називали Південним Тіролем, а італійці — Трентіно Альто Адідже. Корені проблеми сходять до угоди 1915 р.: відповідно до неї Італії був обіцяний цей регіон в обмін на її вступ у Першу світову війну на боці Антанти і оголошення війни Австрії.
За Сен-Жерменським договором, ця територія з 250 тис. мешканцями, які говорили німецькою, була включена до складу Італії. 78 тис. жителів залишили регіон після 1938 р.
Наприкінці війни австрійці висловлювалися за включення території Південного Тіролю до складу Другої республіки. Держави-переможниці відхилили цю вимогу, хоча спеціальна італійсько-австрійська угода 1946 р. передбачала введення на цій території внутрішнього самоврядування. Австрія заявила, що німецька меншина зазнає дискримінації. Час від часу там спалахували демонстрації і бунти. Італія у відповідь звинуватила Австрію у підтримці пангерманських і нацистських елементів. Напади терористів, які, як заявляла Італія, були організовані на австрійській території, тривали в Південному Тіролі протягом 1960-х років. Наприкінці 1969 р. Італія та Австрія досягли угоди, згідно з якою регіон набував прав розширеної автономії, зростав вплив тірольців на національну політику в провінції, німецька мова отримувала відповідний статус і визнавалася німецька назва території — Південний Тіроль.

### Коаліційні уряди 1945-1966
АНП і СПА сформували коаліційний кабінет після виборів 1945 р. Жорстокий досвід Першої республіки підказав обом партіям, що компроміс — це та ціна, яку необхідно заплатити за демократичне відродження. Трудова коаліція розпалася після виборів 1966 р., і новий уряд був сформований винятково з членів АНП. СПА, керована Бруно Крайським, колишнім міністром закордонних справ, перейшла в опозицію.
У ці роки посаду президента незмінно обіймали соціалісти. Бургомістр Відня, «червоний» генерал Теодор Кернер, був президентом Австрії в 1951-1957 рр. Його змінив досвідчений управлінець Адольф Шерф (1957-1965). Ще один колишній бургомістр столиці, Франц Йонас, обіймав президентську посаду в 1965-1974 рр., Рудольф Кирхшлегер протримався на цій посаді два шестирічних терміни. Посаду канцлера обіймали члени АНП: Юліус Рааб, поміркований прихильник розвитку приватного підприємництва, у 1953-1961 рр., його змінив Альфонс Горбах, який пішов у відставку в 1964 р. Наступним канцлером став Йозеф Клаус, який згодом очолив у 1966 р. однопартійний кабінет АНП, поки в 1970 р. не поступився своїм місцем Бруно Крайському. Міністерські і політичні посади в коаліційні роки розподілялися між двома головними партіями.

### Соціалістичний уряд в 1970-х роках
Вибори 1970 р. дали СПА більшість голосів, і Крайський сформував перший суто соціалістичний кабінет за всю австрійську історію. Соціалістичний уряд взяв курс, насамперед, на створення нових робочих місць і виділення субсидій. ВВП зростав у середньому щорічно на 4,3 %, що випереджало темпи найбільш розвинутих країн; рівні інфляції і безробіття були значно нижчі світових. Така політика викликала швидке зростання державного боргу, але Австрії вдавалося уникнути наслідків великих витрат на виплату боргу за рахунок рекордно швидкого розвитку експорту і великих грошових надходжень від туризму.

### 1980-і роки
Ультраправі знову заявили про себе на політичній сцені як третя сила в австрійській політиці. У 1983 р. СПА здобула 48 % голосів на федеральних виборах; АПС набрала 5 %, і СПА запросила її взяти участь у формуванні уряду.
У 1986 АНП висунула кандидатом на посаду президента Курта Вальдхайма, який у 1972-1982 рр. був генеральним секретарем ООН. Розслідування показало, що в 1942—1945 рр. він, бувши лейтенантом німецької армії, брав участь у нацистських лиходійствах на Балканах, а потім приховав факти про своє минуле. На виборах у листопаді 1986 число голосів АПС подвоїлося до 10 %; СПА і АНП разом набрали 84 %, і Франц Враницький сформував «велику коаліцію», що нагадувала коаліцію 1945—1966 рр.
Проведення податкової реформи і часткової денаціоналізації надали імпульсу подальшому розвитку економіки. Цьому сприяло і збільшення торгового обміну з колишніми комуністичними країнами після 1989 року.

### 1990-ті роки
Попри скандали, в яких були замішані багато відомих соціалістів, СПА, яка знову стала називатися Соціал-демократичною партією, отримала відносну більшість голосів на виборах 1990 р. АНП досягла найнижчих результатів з 1945 р. — 32 %, в той час як частка голосів, поданих за АПС, зросла до 17 %. Велика коаліція на чолі з Враницьким і далі працювала. Після об'єднання Німеччини в 1990 р. Австрія почала відходити від політики нейтралітету, внісши поправки до Державного договору, що дозволяли розвивати співпрацю з німецькими збройними силами. Австрія була єдиною нейтральною державою, яка дозволила проліт над своєю територією літаків союзників під час війни у Перській затоці. Вона офіційно схвалила рішення про поділ Югославії і одна з перших визнала нові держави — Словенію, Хорватію, Боснію і Герцеговину. Після краху комуністичних режимів у Східній Європі Австрія зіткнулася з дедалі більшою імміграцією з цього регіону і в 1990 р. ввела обмеження на в'їзд для іноземних робітників, що стосувалося насамперед румунських іммігрантів. Побоюючись нової хвилі імміграції з колишнього Радянського Союзу і підбурюваний агітацією з боку лідера АПС Йорга Хайдера, уряд в 1993 р. посилив законодавство про надання політичного притулку. Нова політика була піддана критиці з боку міжнародних правозахисних організацій і австрійських лібералів.
У 1992 р. була вирішена давня суперечка з приводу автономії німецькомовного населення в Південному Тіролі. Уряди Австрії й Італії прийняли і ввели в дію пакет заходів з забезпечення автономії.
Вальдхайма, який опинився в міжнародній ізоляції, умовили відмовитися від переобрання після закінчення терміну його повноважень в 1992 р. На виборах, що відбулися пізніше, Томас Клестіль (АНП), отримавши підтримку з боку АПС, набрав 57 % голосів, перемігши кандидата від соціал-демократів Рудольфа Штрейхера.
Об'єднання Німеччини, зростання еміграції з країн східної і південно-східної Європи і пропаганда з боку правих екстремістів, що підтримувалися лідером АПС Хайдером, сприяли посиленню ксенофобії. Наприкінці 1993 р. неонацисти розіслали поштою бомби політикам та іншим видатним особистостям, які брали участь у «полеміці про іноземців». При цьому був серйозно поранений Гельмут Цильк, популярний бургомістр Відня. Насильство досягло апогею, коли під час вибуху бомби були вбиті п'ять осіб, у тому числі четверо циган. Ліві екстремісти відповіли на це серією нападів на правих лідерів на початку 1995 року.
У червні 1994 р. на всенародному референдумі дві третини виборців проголосували за приєднання країни до ЄС, попри опозицію Хайдера й «зелених». 1 січня 1995 р. Австрія, разом з Фінляндією і Швецією, стала членом ЄС.
На парламентських виборах 1994 р. поляризація політичних сил набула відкритого характеру. Вона знаменувала собою радикальну зміну в політиці післявоєнної Австрії. АПС отримала 22,5 % голосів, АНП — тільки 27,7 % голосів, практично втративши свої традиційні позиції другої за величиною партії країни. Разом СПА і АНП отримали всього 62,6 % голосів. Кількість голосів, поданих за зелених, зросла більше ніж удвічі порівняно з 1990 р.: вони зібрали 7,3 %. Нову політичну партію — «Ліберальний форум» (ЛФ), що відкололася від АПС, підтримали 5,5 % виборців.
СПА і АНП після виборів 1994 р. знову сформували коаліцію, але їхній союз майже відразу ж розпався через розбіжності з питань економічної політики. Обидві партії розійшлися у думці про те, як досягти зниження дефіциту державного бюджету і задовольнити критерії, необхідні для вступу Австрії до Європейського економічного і валютного союзу. АНП виступила за різке скорочення витрат на соціальні потреби, в той час як СПА пропонувала підвищити податки. Розбіжності зрештою призвели до розпаду коаліції, і в грудні 1995 р. були проведені нові загальні вибори. Їх результати знову засвідчили, що населення підтримує провідні історичні партії: СПА і АНП досягли кращих результатів, ніж у 1994 р., в той час як позиції АПС, перейменованої Хайдером в 1995 р. на партію «Свободників», слабшали.
На початку 1996 р. був сформований новий коаліційний уряд СПА і АНП. Обидві партії погодилися прийняти план жорсткої економії, в якому передбачалися скорочення витрат на соціальну сферу і подальша приватизація державних підприємств. Проміжні вибори відобразили зростання невдоволення серед населення: «Свободники», які виступали проти ЄС, виграли на виборах 1996 року в Європейський парламент і міський парламент Відня.
У січні 1997 канцлер Враницький несподівано пішов у відставку, пославшись на вік і втому після 11-річного перебування на посаді голови уряду. Новим федеральним канцлером і головою партії СПА став міністр фінансів Віктор Кліма.
На парламентських виборах у жовтні 1999 року з невеликим відривом від суперників перемогла СПА. «Свободники» і НПА набрали приблизно рівну кількість голосів.